# 柏たなか駅

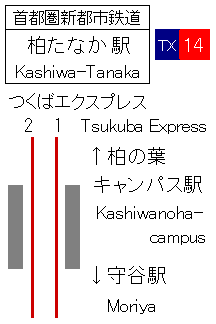
配線図

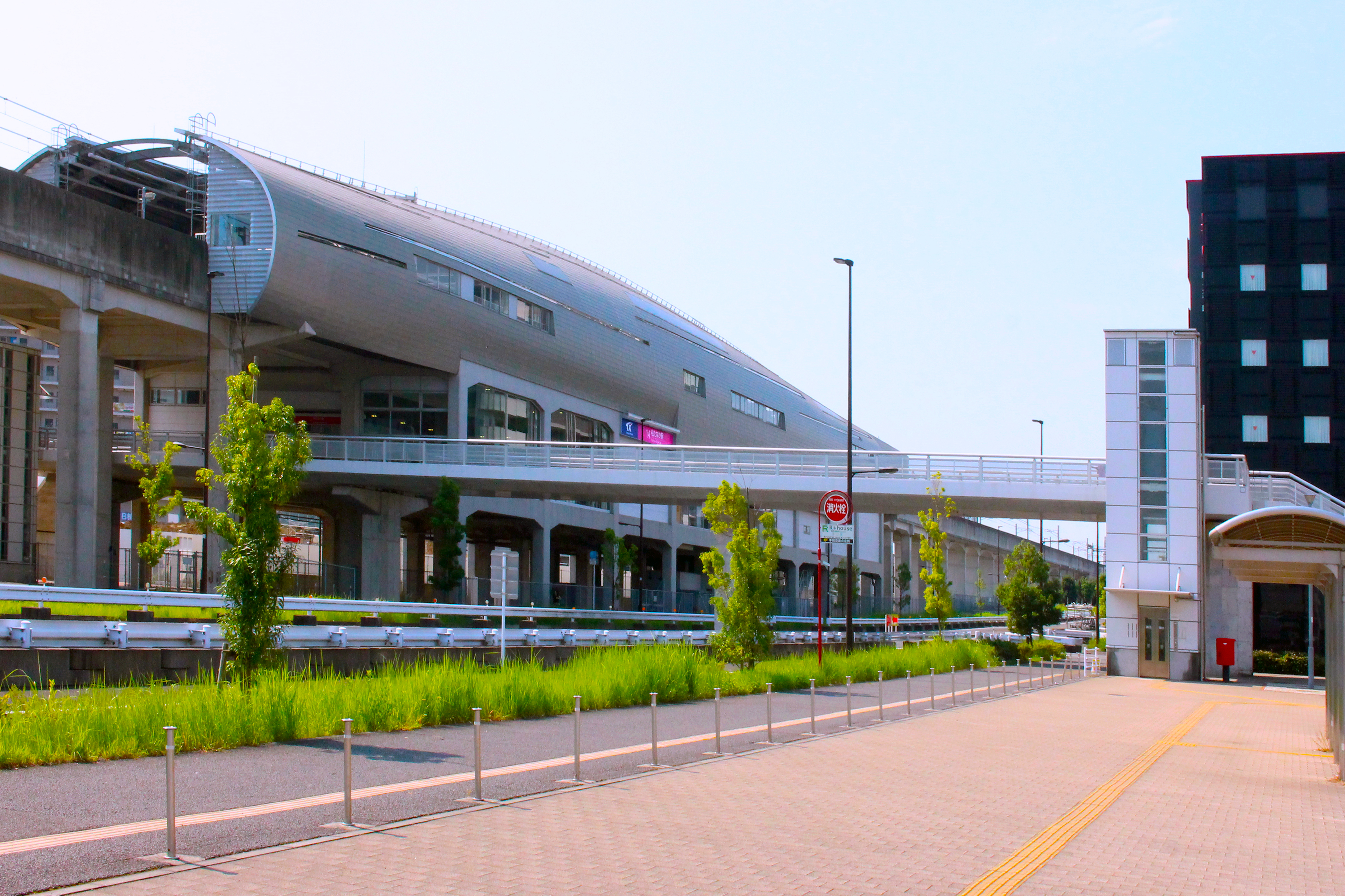
西口（2024年8月）

柏たなか駅（かしわたなかえき）は、千葉県柏市小青田五丁目にある、首都圏新都市鉄道つくばエクスプレスの駅である。駅番号はTX14。

## 歴史
「農あるまちづくり」をテーマに街づくりが進められている地域である。利根川を背後に古くから豊かな農地によって育まれてきた緑豊かな地域で、農との交流で創る健康でやすらぎのある暮らし、都市と農業の共生を目指す。

### 年表
- 2005年（平成17年）8月24日：開業。
- 2007年（平成19年）3月18日：ICカード「PASMO」の利用が可能となる[3]。

### 駅名の由来
当地の現市名である「柏」と旧村名の「田中」より。計画中の駅名の仮称は「柏北部東駅」であった。

## 駅構造
相対式ホーム2面2線の高架駅。

### 駅舎
高架の軌道が膨らんだことにより駅になるということを意識して設計された。外装は利根川の流れや魚をイメージしており、断面は変形楕円の形を採っている。設計は、渡辺誠（アーキテクツオフィス）、施工は、大成・三井住友・松村特定建設工事共同企業体により行われた。

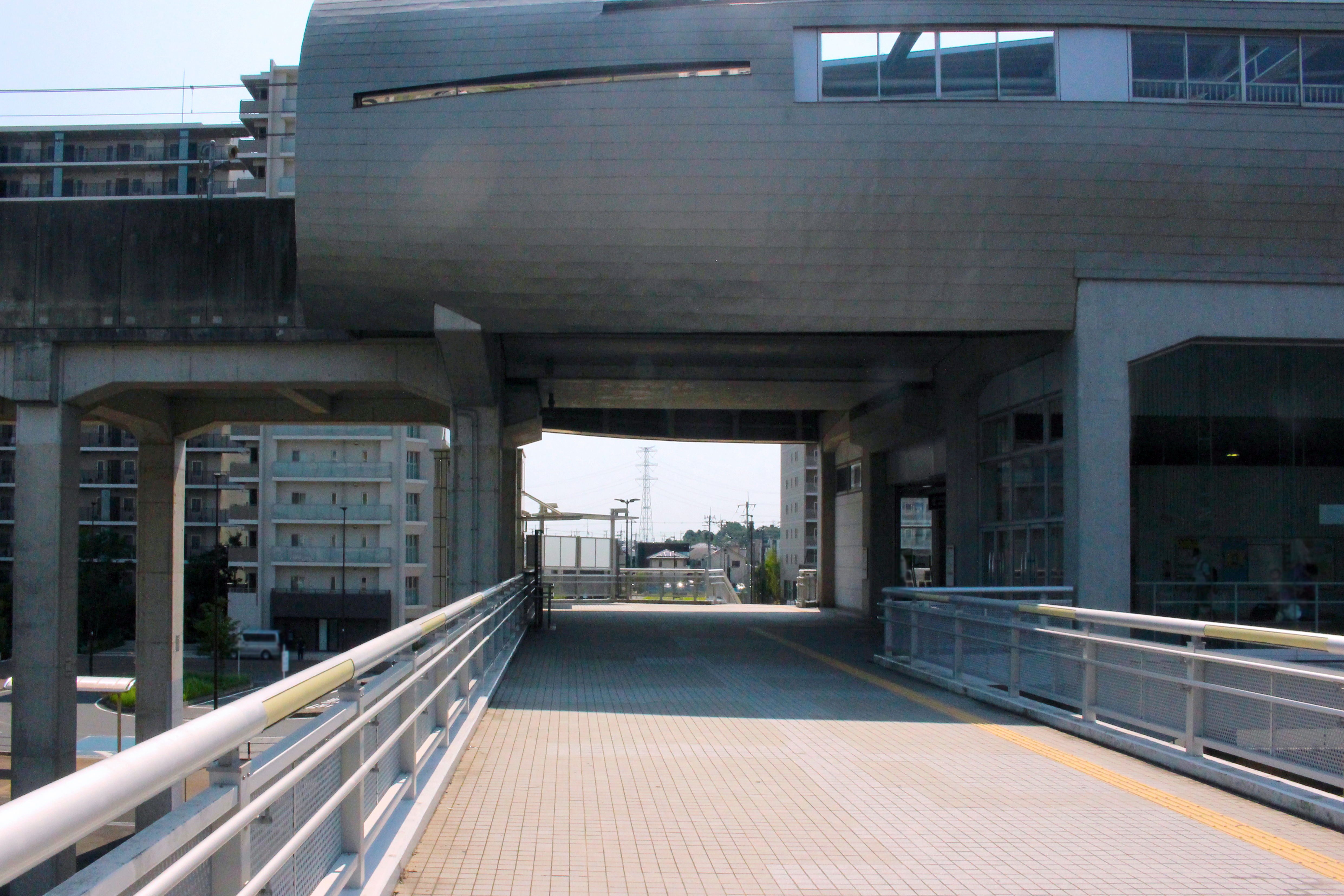
西口歩行者デッキ（2024年8月）

### のりば
| 番線 | 路線               | 行先       |
| ---- | ------------------ | ---------- |
| 1    | つくばエクスプレス | つくば方面 |
| 2    | つくばエクスプレス | 秋葉原方面 |

当駅は台地と谷戸の間の斜面にあること、田中調節池の周囲堤を越えるために線路が高い位置にあることから、1階が機械室、2階が事務所・改札、3階がホームとなっている。

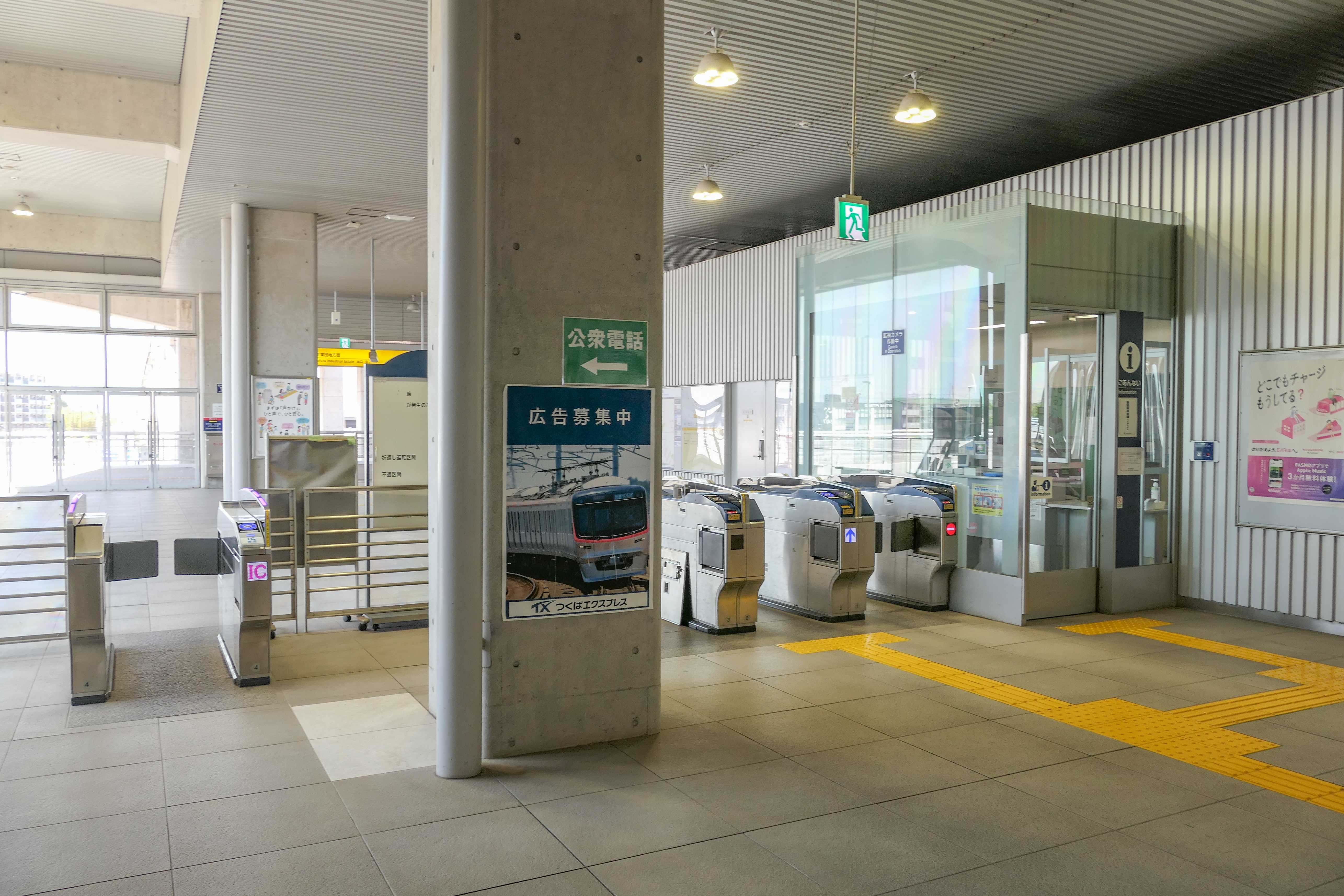
改札口（2023年5月）
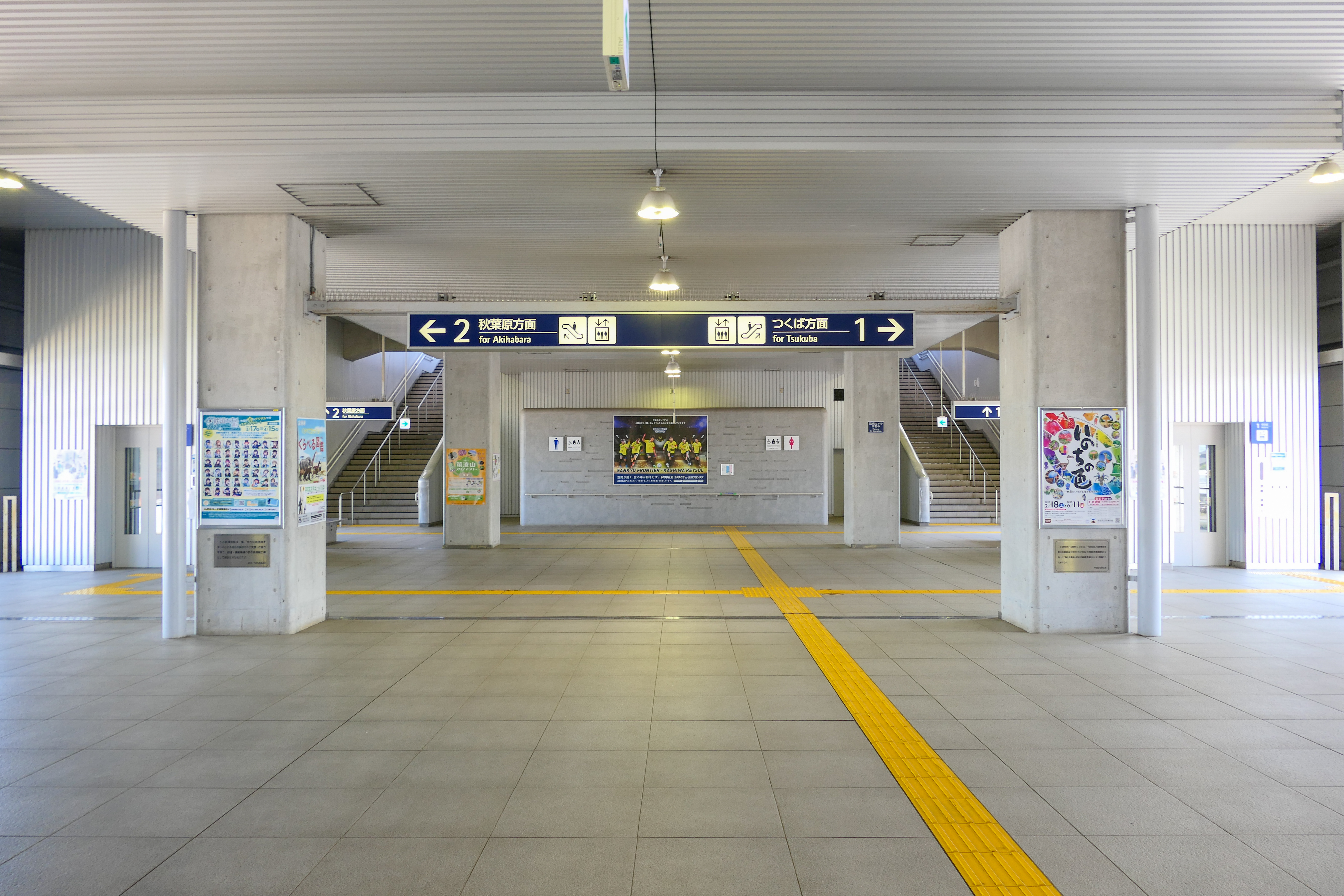
構内コンコース（2023年5月）
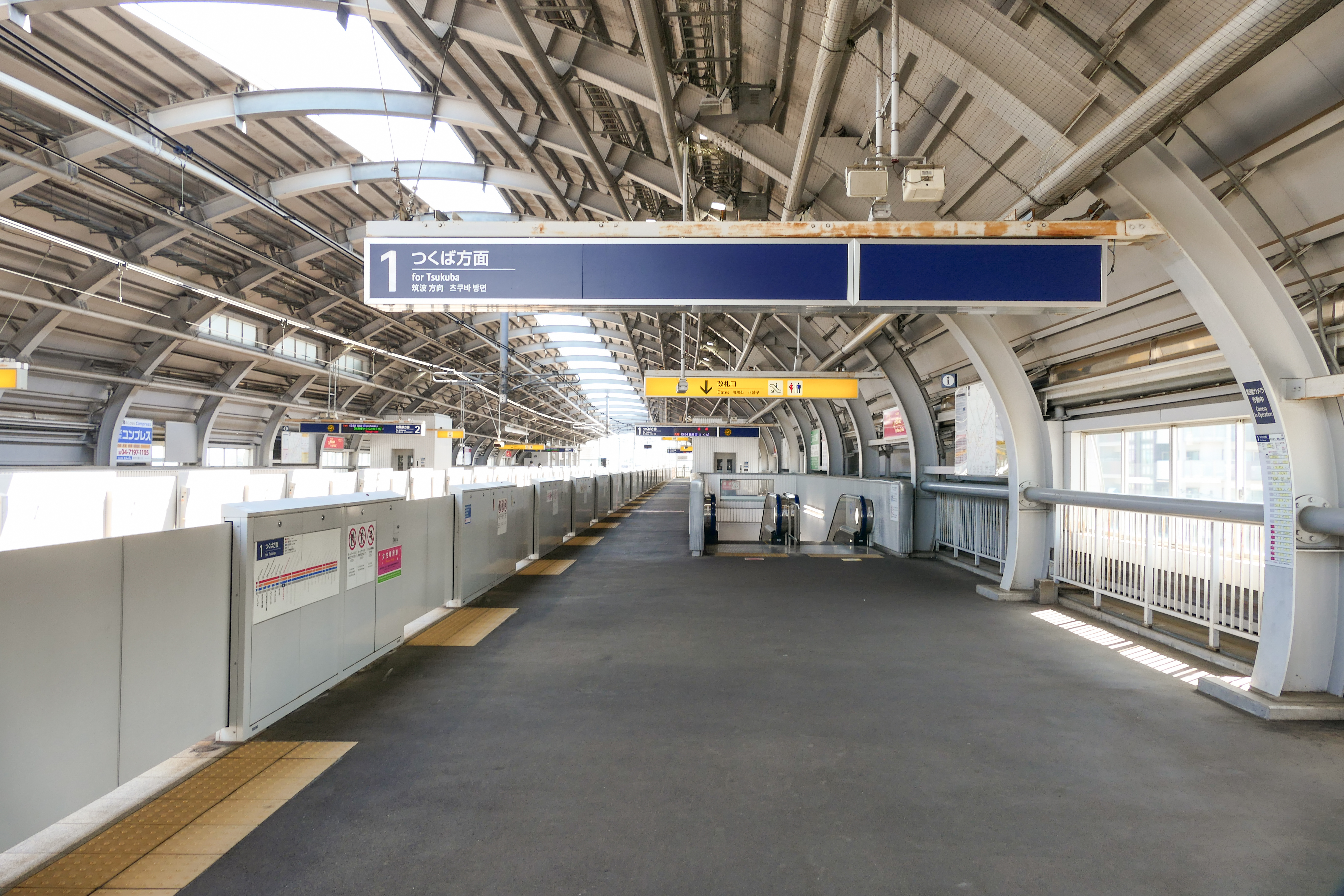
1番線ホーム（2023年5月）
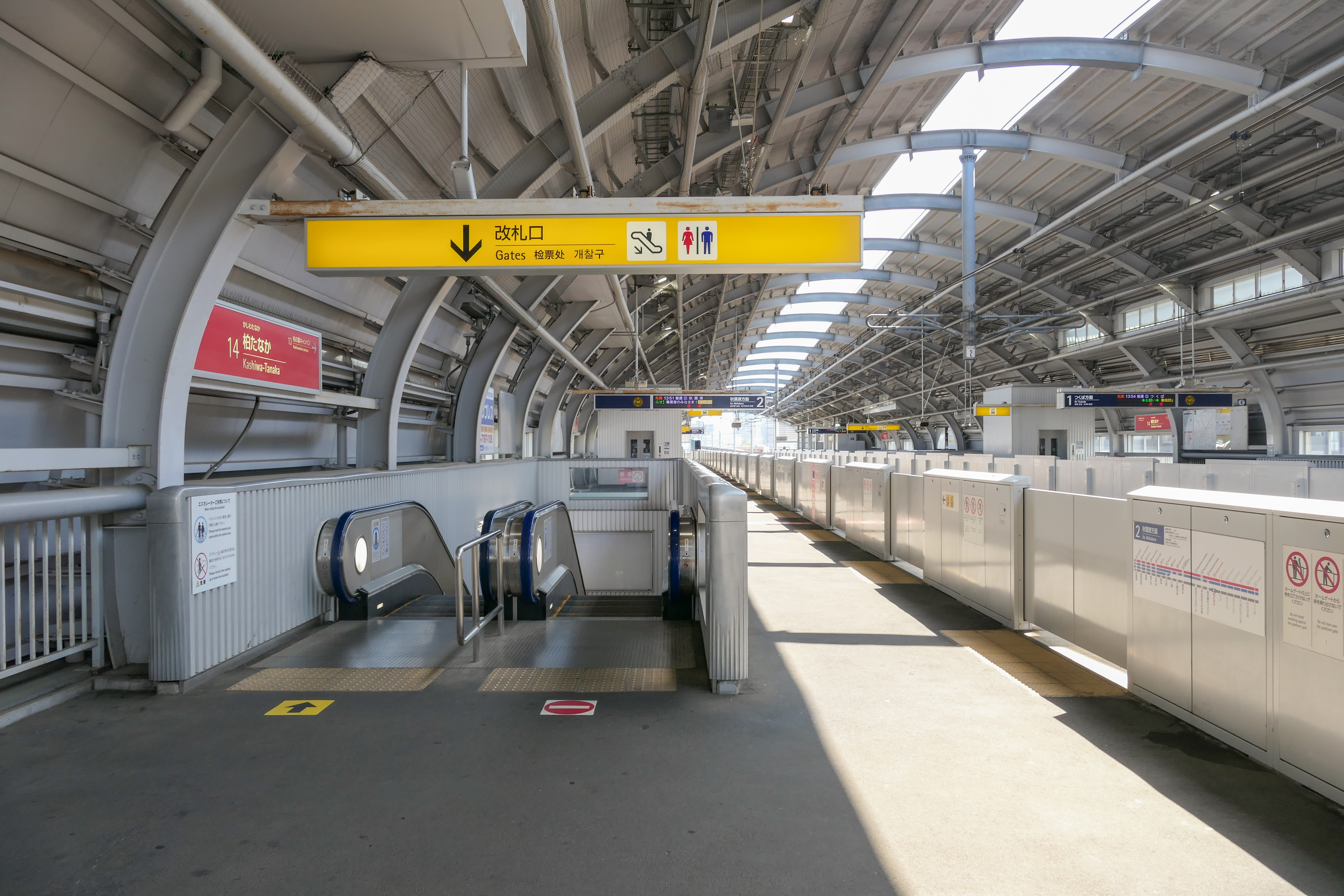
2番線ホーム（2023年5月）

## 利用状況
2024年度の1日平均乗車人員は8,049人である。
開業以来の1日平均乗車人員推移は下表の通りである。
| 年度               | 1日平均 乗車人員 | 出典     |
| ------------------ | ---------------- | -------- |
| 2005年（平成17年） | 1,587            | [ * 1 ]  |
| 2006年（平成18年） | 2,060            | [ * 2 ]  |
| 2007年（平成19年） | 2,327            | [ * 3 ]  |
| 2008年（平成20年） | 2,514            | [ * 4 ]  |
| 2009年（平成21年） | 2,640            | [ * 5 ]  |
| 2010年（平成22年） | 2,786            | [ * 6 ]  |
| 2011年（平成23年） | 2,854            | [ * 7 ]  |
| 2012年（平成24年） | 3,053            | [ * 8 ]  |
| 2013年（平成25年） | 3,407            | [ * 9 ]  |
| 2014年（平成26年） | 3,627            | [ * 10 ] |
| 2015年（平成27年） | 4,006            | [ * 11 ] |
| 2016年（平成28年） | 4,434            | [ * 12 ] |
| 2017年（平成29年） | 4,909            | [ * 13 ] |
| 2018年（平成30年） | 5,920            | [ * 14 ] |
| 2019年（令和元年） | 6,843            | [ * 15 ] |
| 2020年（令和02年） | 5,625            |          |
| 2021年（令和03年） | 6,278            |          |
| 2022年（令和04年） | 7,016            |          |
| 2023年（令和05年） | 7,565            |          |
| 2024年（令和06年） | 8,049            |          |

## 駅周辺

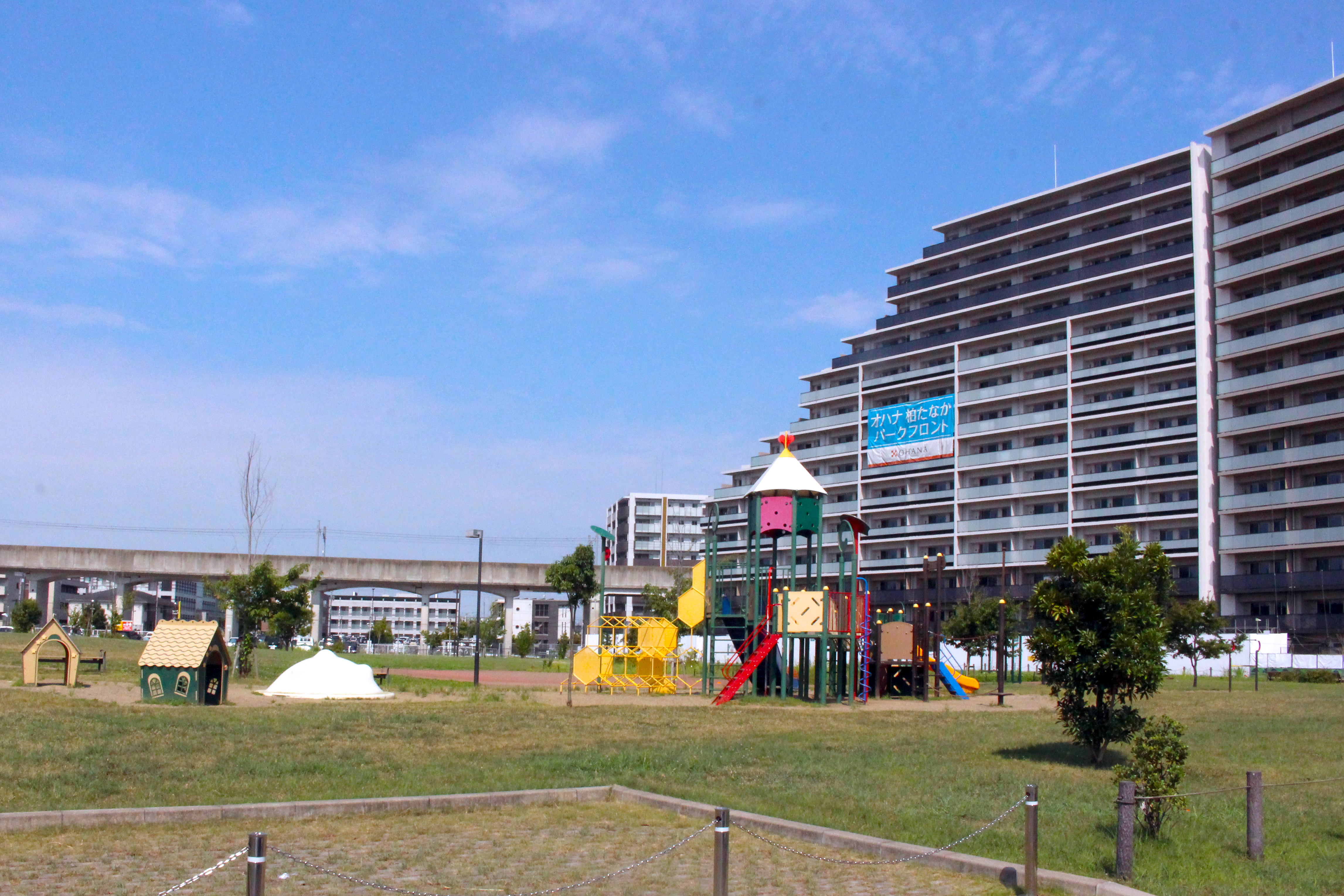
柏たなか駅前公園

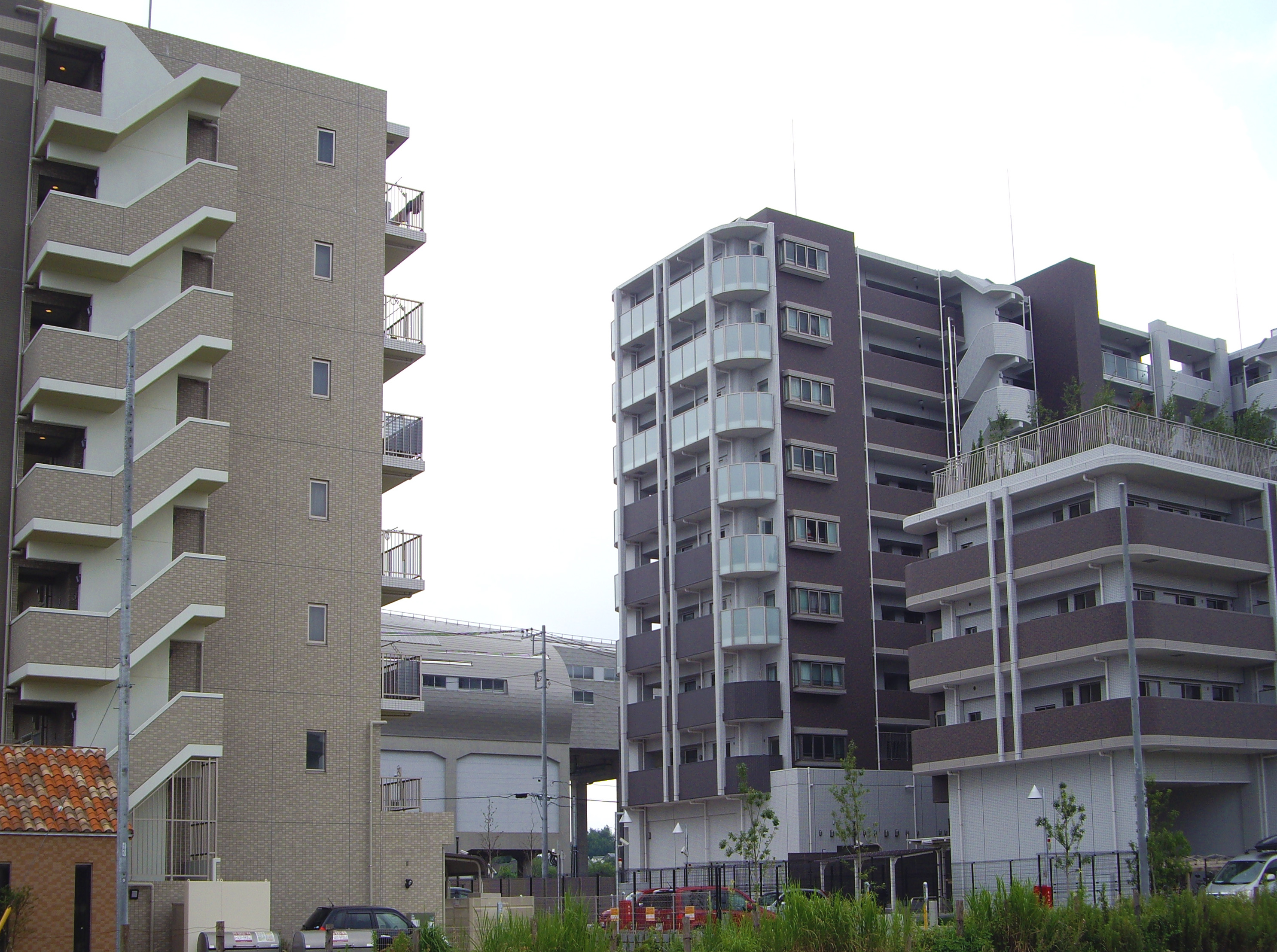
つくばエクスプレスタウン（西口駅前）

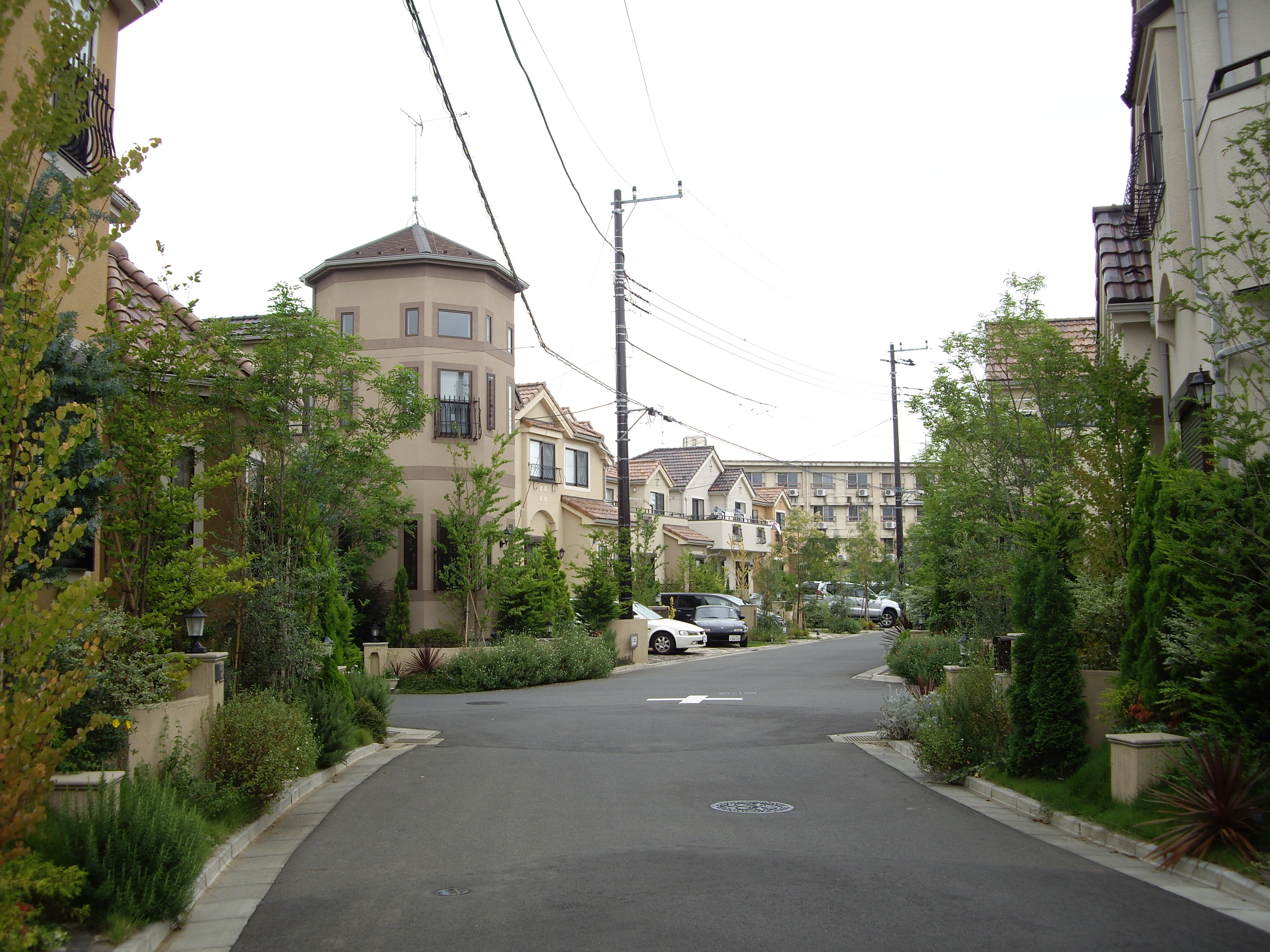
つくばエクスプレスタウン（ラ・プリマ・チッタ）

駅西側には常磐自動車道（柏インターチェンジ）、南側には国道16号、千葉県道7号我孫子関宿線が走る。
駅周辺は当路線沿線開発の一環として独立行政法人都市再生機構 (UR) が開発事業を進めており、駅西側はつくばエクスプレスタウンとして大規模開発が行われており、マンションや新興住宅街が形成されている。また、開発区域の南側は工業団地となっている。駅東側の大室地区は斜面林が中心の長閑な地域であり、住宅が点在する。それを越えると東急不動産によって開発された計画住宅街「東急柏ビレジ」がある。
当駅は下総台地の外れに位置するが、守谷方面の利根川沿いは低地となっており、低地には広大な利根川遊水地や田園地帯が広がる。付近の地名は正式には小青田（こあおた）であるが、地元ではこうだ（こおだ）とも発音されている。

### 東側（大室・吉祥院方面）
- 東急柏ビレジ
- 柏警察署 花野井交番

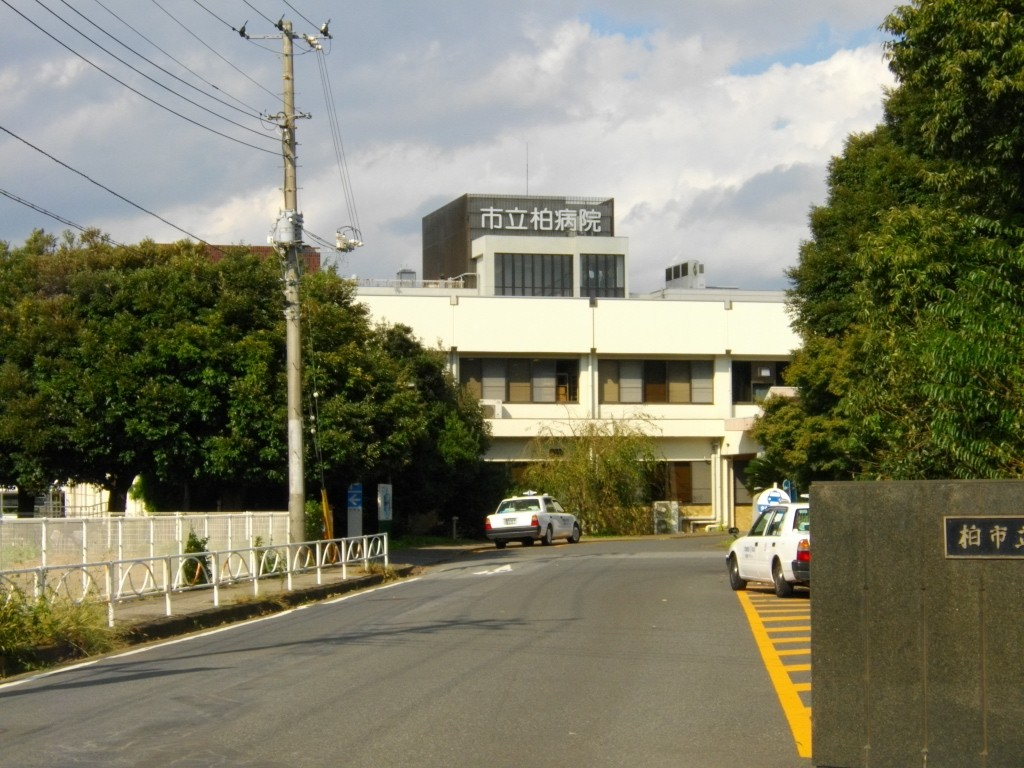
柏市立柏病院

- 柏市立柏病院 - バス「市立柏病院入口」下車、平日の日中は構内に入る。
- 柏市立田中中学校
- 柏田中郵便局
- JAいちかわ 田中支店
- ヨークマート 花野井店
  - サンドラッグ 花野井店
- セレクション 花野井店
- 業務スーパー 花野井店
- オリンピック 柏花野井店
- ヤックスドラッグ 柏たなか店
- セキ薬品 花野井店
- ドラッグセイムス 柏花野井店
- FRONTIER INN 柏たなか（三協フロンテアが運営するカプセルホテル[7]）
- 吉祥院（真言宗豊山派） - 牡丹と樹齢500年を超える榧の巨木が有名。
- 柏たなか駅前公園（セナリオハウスパーク柏たなか）
- 柏たなか緑地公園
- 柏ビレジ近隣公園
  - 東京実業健保体育センター
- 柏みらい農場

### 西側（柏たなか病院・十余二工業団地方面）

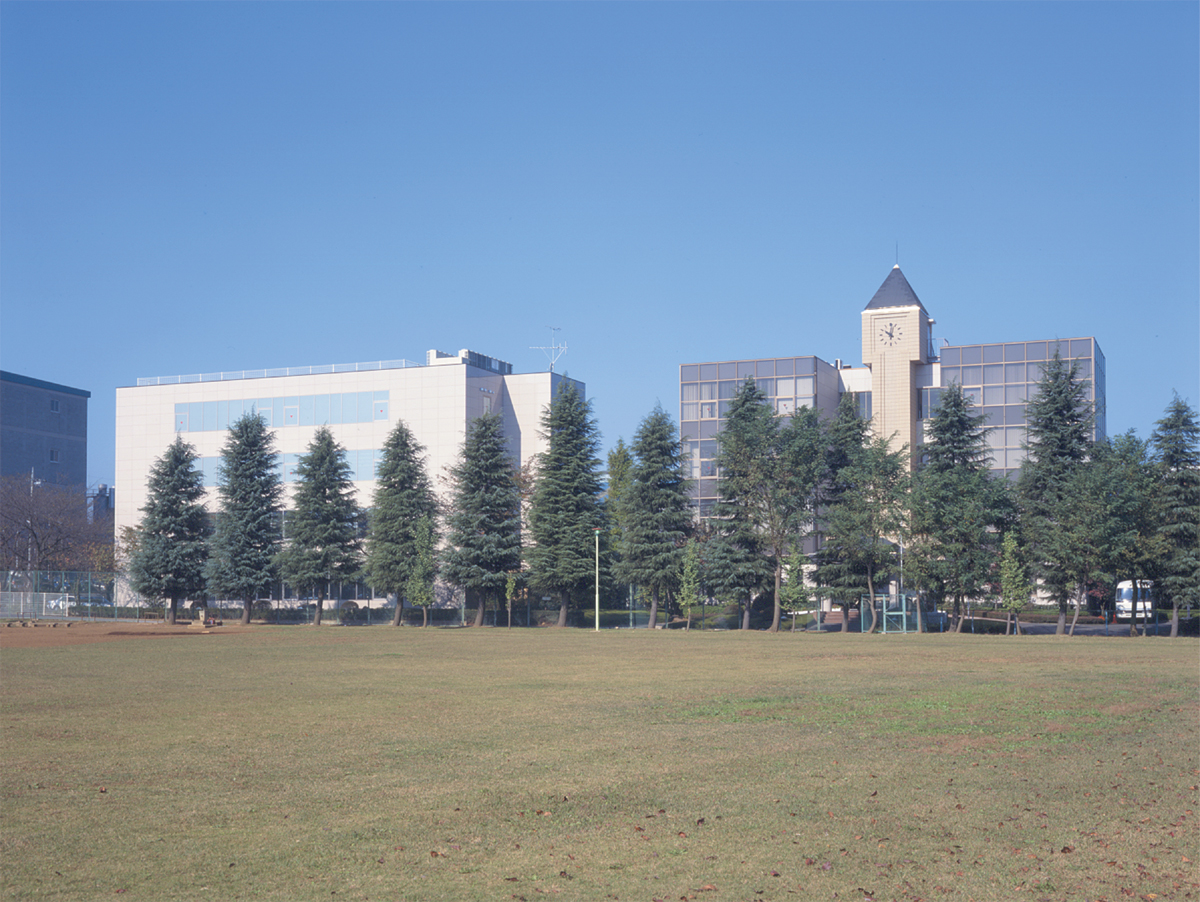
三協フロンテア 本社

- 柏市役所 田中近隣センター - バス「大室」下車。
  - 柏市立図書館 田中分館
- 柏警察署 船戸警察官駐在所
- 柏市消防局 西部消防署たなか分署
- 柏たなか病院
- 柏市立柏高等学校 - バス「市立柏高校」下車。
- 柏市立田中北小学校
- カスミ 柏たなか駅前店
- 調剤薬局マツモトキヨシ 柏たなか店
- セキ薬品 柏たなか店
- 桜スカイホテル 柏
- 十余二工業団地
- 三協フロンテア 本社
- 日立ヘルスケア・マニュファクチャリング 本社
- 新十余二第一公園
  - 新十余二第一公園野球場

## バス路線
東口に「柏たなか駅東口」、西口に「柏たなか駅西口」の停留所があり、柏市田中・富勢地区を経由して柏駅に向かう路線バスと、市立柏高校・野田市方面への路線バスが発着する。従来は西口のみに停留所があったが、2019年12月9日から北柏駅 - 当駅 - 市立柏高校便の発着便が新設の東口バス停に移設された。
| 乗場 | 系統 | 主要経由地                             | 行先             | 運行会社          | 備考         |
| ---- | ---- | -------------------------------------- | ---------------- | ----------------- | ------------ |
| 東口 | 柏03 | 花野井木戸・市立柏病院入口・北柏駅入口 | 柏駅西口         | ■東武バス（西柏） |              |
| 東口 | 柏03 | 船戸木戸                               | 市立柏高校       | ■東武バス（西柏） |              |
| 西口 | 柏13 | 船戸木戸・灰毛・電建第一住宅           | 野田梅郷住宅循環 | ■東武バス（西柏） | 平日のみ運行 |

## 隣の駅
首都圏新都市鉄道
つくばエクスプレス
■快速・■通勤快速（平日下りのみ運転）・■区間快速
通過
■普通
柏の葉キャンパス駅 (TX13) - 柏たなか駅 (TX14) - 守谷駅 (TX15)

### 利用状況に関する出典
首都圏新都市鉄道の1日平均利用客数
1. 1 2 3 4  “乗車人員｜企業情報｜つくばエクスプレス”.   首都圏新都市鉄道. 2025年6月2日時点のオリジナルよりアーカイブ。2025年6月7日閲覧。

私鉄の統計データ
1. ↑  千葉県統計年鑑 - 千葉県
2. ↑  柏市統計書 - 柏市

千葉県統計年鑑
1. ↑  千葉県統計年鑑（平成18年）
2. ↑  千葉県統計年鑑（平成19年）
3. ↑  千葉県統計年鑑（平成20年）
4. ↑  千葉県統計年鑑（平成21年）
5. ↑  千葉県統計年鑑（平成22年）
6. ↑  千葉県統計年鑑（平成23年）
7. ↑  千葉県統計年鑑（平成24年）
8. ↑  千葉県統計年鑑（平成25年）
9. ↑  千葉県統計年鑑（平成26年）
10. ↑  千葉県統計年鑑（平成27年）
11. ↑  千葉県統計年鑑（平成28年）
12. ↑  千葉県統計年鑑（平成29年）
13. ↑  千葉県統計年鑑（平成30年）
14. ↑  千葉県統計年鑑（令和元年）
15. ↑  千葉県統計年鑑（令和2年）